# ای‌سی آس

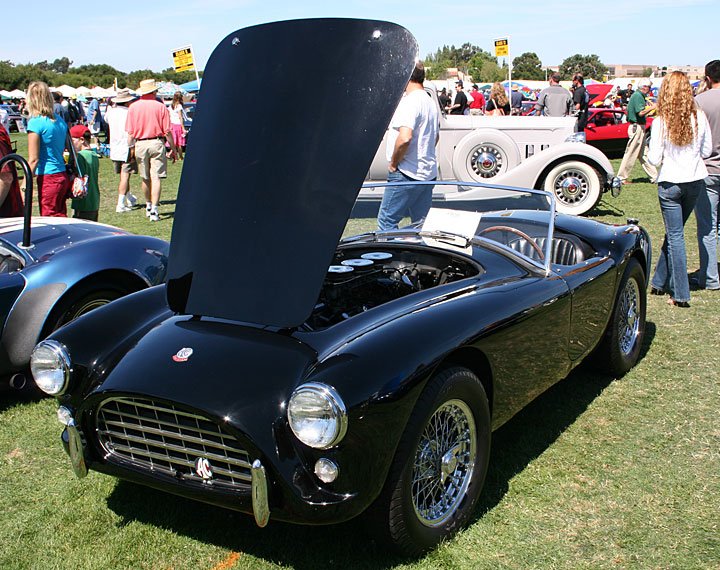

ای‌سی آس (AC Ace) خودرویی است که در سال‌های ۱۹۵۱–۱۹۶۲تولید شده‌است.
این خودرو در کلاس رودستر قرار گرفته،است.سیستم جعبه‌دندهٔ آن ۴، دنده به صورت دستی است.